# 유태술
유태술(1962년 9월 20일~ )은 대한민국의 배우이다. 1984년 광고 모델로 첫 데뷔하였고 이듬해 1985년 KBS 한국방송공사 공채 탤런트로 데뷔하였다. 그는 KBS 드라마 대조영의 홍패 역으로 주목받기도 하였다. YTS엔터테인먼트의 대표이기도 하다.

## 출연작

### 드라마
- 1987년 KBS 《토지》
- 1988년 KBS 《제3병동》
- 1989년 KBS 《왕룽일가》
- 1989년 KBS 《달빛가족》
- 1990년 KBS 《우리가 사랑하는 죄인》
- 1990년 KBS 《여명의 그날》 - 헌병,기자 역
- 1990년 KBS 《서울 뚝배기》
- 1991년 KBS 《왕도》
- 1991년 KBS 《열녀, 지옥에 떨어지다》
- 1992년 KBS 《내일은 사랑》 - 솔미 오빠 역
- 1994년 KBS 《사랑이 꽃피는 교실》
- 1994년 KBS 《한명회》 - 최영손 역
- 1994년 KBS 《사라비아 공화국》
- 1995년 SBS 《코리아게이트》 - 김창환 역
- 1995년 KBS 《찬란한 여명》 - 유재현 역
- 1996년 KBS 《조광조》 - 정의자 역
- 1996년 KBS 《컬러》 - 촬영 감독 역
- 1996년 KBS 《용의 눈물》 - 우왕의 내관
- 1996년 KBS 《스타트》
- 1997년 KBS 《질주》
- 1997년 MBC 《전원일기》 - 단역
- 1998년 KBS 《왕과 비》 - 안평대군의 하인
- 2000년 KBS 《태조 왕건》 - 김총 역
- 2001년 KBS 《명성황후》 - 훈련대 군졸 역
- 2002년 KBS 《장희빈》 - 민진후의 집사 역
- 2003년 MBC 《실화극장 죄와벌》
- 2003년 KBS 《무인시대》 - 이경직 역
- 2003년 SBS 《야인시대》 - 조중서, 김득만 역
- 2003년 SBS 《왕의 여자》 - 모리 가쓰노부 역
- 2004년 SBS 《장길산》 - 강호성 역
- 2005년 EBS 《지금도 마로니에는》 - 김현 역
- 2005년 MBC 《제5공화국》 - 조한경 역
- 2006년 KBS 《서울 1945》
- 2006년 KBS 《대조영》 - 홍패 역
- 2011년 KBS 《광개토태왕》 - 총명 역

### 영화
- 1987년 《바람의 아들》
- 2003년 《대한민국 헌법 제1조》

### 연극
- 《에쿠스》

## 학력
- 중앙대학교 연극영화학과 졸업
- 광운대학교 경영대학원 졸업(경영학 석사)

## 경력
- 파로스엔터테인먼트 매니지먼트사업단장
- YTS엔터테인먼트 대표
- 한국 연예인 중소기업 홍보대사, 레포츠단 단장